# Simone Valère
Simone Valère, prawdziwe nazwisko Simone Jeannine Gondolf (ur. 2 sierpnia 1921 w Paryżu, zm. 11 listopada 2010 w Roinville) – francuska aktorka filmowa i teatralna.

## Filmy
- Gliniarz (1972)